# Liste der Orte im Landkreis Ravensburg/Alphabetische Liste/A–G
Diese Teilliste der Liste der Orte im Landkreis Ravensburg listet die geographisch getrennten Orte im Landkreis Ravensburg in alphabetischer Reihenfolge.

## Alphabetische Liste
In Fettschrift erscheinen die Orte, die namengebend für die Gemeinde sind, in Kursivschrift Einzelhäuser, Häusergruppen, Burgen, Schlösser und Höfe. Zusätzliche bestehende kleine Orte nach der Quelle www.leo-bw.de werden dort in aller Regel nicht wie in der Listengrundlage nach Weiler/Siedlung/Wohnplatz usw. differenziert, sondern einheitlich als Wohnplatz klassifiziert, dieser Ortsteiltyp wird hier entsprechend kursiviert übernommen.
| - Abetsweiler zu Bergatreute - Abraham zu Vogt - Abraham zu Wangen im Allgäu - Absenreute zu Horgenzell - Ach zu Kißlegg - Achberg - Achen zu Isny im Allgäu - Achmühle zu Bodnegg - Adelegg zu Isny im Allgäu - Adelmühle zu Horgenzell - Adelshofen zu Bad Wurzach - Adelsreute zu Ravensburg - Adelsreute zu Ravensburg - Adrazhofen zu Leutkirch im Allgäu - Ahegg zu Wangen im Allgäu - Aich zu Kißlegg - Aich zu Ravensburg - Aich zu Wangen im Allgäu - Aichach zu Berg - Aichenblock zu Grünkraut - Aichstetten - Aigeltshofen zu Isny im Allgäu - Aigen zu Bodnegg - Aigen zu Amtzell - Aitrach - Alberberg zu Bodnegg - Albers zu Bad Wurzach - Albersfeld zu Ravensburg - Alberskirch zu Ravensburg - Albertshofen zu Ravensburg - Albishaus zu Wangen im Allgäu - Albisreute zu Schlier - Albrechtshof zu Isny im Allgäu - Albris zu Argenbühl - Albrismühle zu Argenbühl - Alexanderhof zu Leutkirch im Allgäu - Alexhof zu Ebersbach-Musbach - Alleschwende zu Argenbühl - Allewinden zu Ravensburg - Allewinden zu Wangen im Allgäu - Allgaierhof zu Aulendorf - Allisreute zu Bodnegg - Allmishofen zu Leutkirch im Allgäu - Allmisried zu Isny im Allgäu - Alpenblick zu Bodnegg - Alpenblick zu Leutkirch im Allgäu - Alperts zu Argenbühl - Altböse zu Amtzell - Altbuch zu Argenbühl - Altergaten zu Bodnegg - Altmannshofen zu Aichstetten - Altmannspeier zu Aichstetten - Altschmitte zu Wangen im Allgäu - Altshausen - Alttann zu Wolfegg - Altweg zu Isny im Allgäu - Alznach zu Ravensburg - Amberg zu Aulendorf - Amberg zu Amtzell - Ammannshanses zu Argenbühl - Amtzell - Anger zu Isny im Allgäu - Anhorn zu Bad Wurzach - Ankenreute zu Bad Waldsee - Annaburg zu Wolfegg - Annahäusern zu Bodnegg - Ansberg zu Argenbühl - Anwanden zu Isny im Allgäu - Appen zu Waldburg - Appenberg zu Schlier - Argen zu Isny im Allgäu - Argenbauer zu Argenbühl - Argenhof zu Wangen im Allgäu - Argenmühle zu Argenbühl - Argensee zu Kißlegg - Argenseehaus zu Kißlegg - Arisheim zu Bad Waldsee - Arnach zu Bad Wurzach - Arnegger zu Grünkraut - Arnetsreute zu Ebersbach-Musbach - Arrisried zu Kißlegg - Artisberg zu Argenbühl - Aschen zu Argenbühl - Aspen zu Bad Waldsee - Attenhof zu Leutkirch im Allgäu - Atzenhofen zu Berg - Atzenreute zu Bad Waldsee - Atzenweiler zu Grünkraut - Au zu Argenbühl - Au zu Isny im Allgäu - Au zu Kißlegg - Auenhofen zu Leutkirch im Allgäu - Aufreute zu Argenbühl - Auhof zu Wilhelmsdorf - Aulendorf - Ausleute zu Wangen im Allgäu - Ausnang zu Leutkirch im Allgäu - Ausnangmühle zu Kißlegg - Bach zu Argenbühl - Bach zu Bodnegg - Bach zu Isny im Allgäu - Bach zu Wangen im Allgäu, Teilort Deuchelried - Bach zu Wangen im Allgäu, Teilort Leupolz - Bäche zu Ravensburg - Bachhäusle zu Kißlegg - Bachhofen zu Wangen im Allgäu - Bachholz zu Argenbühl - Bachmaier zu Berg - Bachmühle zu Kißlegg - Bachschwemme zu Leutkirch im Allgäu - Bachtelers zu Argenbühl - Bachtelhalden zu Wolfegg - Bad Waldsee - Baders zu Argenbühl - Badhaus zu Ebersbach-Musbach - Badhaus zu Leutkirch im Allgäu - Badstuben zu Waldburg - Bahlings zu Achberg - Bahnhof Friesenhofen zu Leutkirch im Allgäu - Bahnhof Hoßkirch-Königsegg zu Hoßkirch - Bahnhof Unterzeil zu Leutkirch im Allgäu - Bahnhof Wolfegg zu Wolfegg - Baien zu Berg - Baienbach zu Fronreute - Baienfurt - Baierhof zu Kißlegg - Baierz zu Bad Wurzach - Bainders zu Wolfegg - Baindt - Baindt zu Achberg - Baldenhofen zu Argenbühl - Balmbühl zu Fronreute - Balteratshofen zu Leutkirch im Allgäu - Baltersberg zu Bodnegg - Balthases zu Argenbühl - Balthases zu Bad Wurzach - Baltshaus zu Eichstegen - Bandeleshaus (in den Eschetzen) zu Ravensburg - Banholz zu Bad Wurzach - Baniswald zu Aitrach - Bannried zu Waldburg - Bärenweiler zu Kißlegg - Bärtle zu Aichstetten - Baschis zu Bad Wurzach - Basenberg zu Berg - Batten zu Wangen im Allgäu - Bäuerle zu Bad Waldsee - Bauernhalden zu Leutkirch im Allgäu - Bauernhanses zu Bad Wurzach - Bauers zu Isny im Allgäu - Bauhof zu Guggenhausen - Bauhofen zu Bad Wurzach - Bauhofer Einöden zu Bad Wurzach - Bauhofschlößle zu Wangen im Allgäu - Baumann zu Wangen im Allgäu - Baumgarten zu Baienfurt - Baumgarten zu Horgenzell - Bauren zu Ravensburg - Bauren zu Wangen im Allgäu - Baurenhof zu Bad Wurzach - Baurenmühle zu Waldburg - Baurus zu Wangen im Allgäu - Bautzen zu Berg - Bavendorf zu Ravensburg - Bayums zu Kißlegg - Bechenried zu Grünkraut - Bechters zu Weingarten - Becken zu Kißlegg - Beckenweiler zu Horgenzell - Beikers zu Amtzell - Beisel zu Argenbühl - Bellmannshöfle zu Argenbühl - Bentele zu Isny im Allgäu - Benzenhof zu Ravensburg - Benzenhofen zu Berg - Berfallen zu Argenbühl - Berg zu Argenbühl - Berg zu Bad Wurzach - Berg zu Leutkirch im Allgäu - Berg - Berg zu Vogt - Berg zu Wolfegg - Berg zu Wangen im Allgäu - Bergatreute - Bergbauer zu Argenbühl - Berger zu Leutkirch im Allgäu - Berghof zu Kißlegg - Berghof zu Kißlegg - Berghof zu Leutkirch im Allgäu - Bergjörgle zu Bad Wurzach - Bergkönig zu Leutkirch im Allgäu - Bergle zu Ravensburg - Bergler zu Wangen im Allgäu - Bergmann zu Isny im Allgäu - Bergs zu Leutkirch im Allgäu - Bergschmid zu Leutkirch im Allgäu - Bernhard zu Leutkirch im Allgäu - Bernhofen zu Ravensburg - Bertlings zu Kißlegg - Bettelhofen zu Leutkirch im Allgäu - Bettenreute zu Fronreute - Bettensweiler zu Wangen im Allgäu - Bettenweiler zu Horgenzell - Bettmauer (Öschbauer) zu Isny im Allgäu - Beuren zu Isny im Allgäu - Beutels zu Bad Wurzach - Beutelsau zu Wangen im Allgäu - Beyschlechts zu Leutkirch im Allgäu - Bibenloch zu Ravensburg - Biegen zu Argenbühl, Teilort Eglofs - Biegen zu Argenbühl, Teilort Siggen - Bienzen zu Argenbühl - Bietenweiler zu Kißlegg - Biggels zu Kißlegg - Biggelshof zu Wangen im Allgäu - Bildspitz zu Waldburg - Bilger zu Aichstetten - Billen zu Bodnegg - Billenhaus zu Bodnegg - Bimisdorf zu Wangen im Allgäu - Bimmlings zu Leutkirch im Allgäu - Binningen zu Baienfurt - Binzen zu Wolfegg - Birkenbühl zu Horgenzell - Birkhardt zu Argenbühl - Birnmann zu Leutkirch im Allgäu - Blasenberg zu Isny im Allgäu - Blaser zu Waldburg - Blaser zu Ravensburg - Blaser zu Wangen im Allgäu - Blaserhof zu Ebersbach-Musbach - Bläsis zu Aulendorf - Blauensee zu Waldburg - Bliderazhofen zu Argenbühl - Blitzenreute zu Fronreute - Blitzer zu Amtzell - Blockwiesen zu Isny im Allgäu - Blöden zu Kißlegg - Blöden zu Vogt - Blönried zu Aulendorf - Blümetsweiler zu Horgenzell - Böckis zu Bad Wurzach - Bockstall zu Waldburg - Boden zu Isny im Allgäu - Bodenhaus zu Leutkirch im Allgäu - Bodnegg - Böhen zu Wangen im Allgäu - Bolanden zu Bergatreute - Bolsternang zu Isny im Allgäu - Bommen zu Grünkraut - Bommen zu Wangen im Allgäu - Boms - Bonhausen zu Ravensburg - Boos zu Ebersbach-Musbach - Boosen zu Aulendorf - Boschen zu Leutkirch im Allgäu - Boschen zu Leutkirch im Allgäu - Boschen zu Vogt - Boschenmühle zu Leutkirch im Allgäu - Boschental zu Bodnegg - Boscher zu Kißlegg - Boscher zu Horgenzell - Boschers zu Wolfegg - Böschleshof zu Argenbühl - Böschlishaus zu Wangen im Allgäu - Boselberg zu Bodnegg - Bösfeld zu Bodnegg - Bottenreute zu Ravensburg - Bottentann zu Leutkirch im Allgäu - Brandhaus zu Aulendorf - Branntweiner Hof zu Bad Wurzach - Breite zu Kißlegg - Breiten zu Wangen im Allgäu - Breitenbach zu Aichstetten - Bremberg zu Kißlegg - Bremen zu Argenbühl - Bremen zu Amtzell - Bremerwies zu Leutkirch im Allgäu - Brenden zu Wolfegg - Brenner zu Argenbühl - Brenner zu Wangen im Allgäu - Brententann zu Wangen im Allgäu - Brenters zu Kißlegg - Briach zu Baienfurt - Briegelmühle zu Argenbühl - Briel zu Ravensburg - Brielhäusle zu Ravensburg - Brielhäusle zu Ravensburg - Brodbacher Hof zu Bad Wurzach - Broders Einöden zu Argenbühl - Brodershof zu Argenbühl - Bronner zu Kißlegg - Bronnetsholz zu Ravensburg - Bruckacker zu Argenbühl - Bruderhof zu Bodnegg - Brugg zu Bad Wurzach - Bruggen zu Wolpertswende - Bruggen zu Leutkirch im Allgäu - Brugger zu Ravensburg - Brühlhof zu Leutkirch im Allgäu - Bruis zu Bad Wurzach - Brunnen zu Guggenhausen - Brunnen zu Kißlegg - Brunnenhaus zu Amtzell - Brunnentobel zu Leutkirch im Allgäu - Buch zu Argenbühl - Buch zu Bad Wurzach - Buch zu Bodnegg - Buch zu Aichstetten - Buch (Bueh) zu Ebersbach-Musbach - Büchel zu Bodnegg - Büchel zu Ravensburg - Büchel zu Vogt - Büchel zu Amtzell - Büchelsbrunn zu Kißlegg - Buchen zu Argenbühl - Buchen zu Wangen im Allgäu - Buchenberg zu Argenbühl - Buchenstock zu Isny im Allgäu - Buchhöfle zu Argenbühl - Buchmühle zu Horgenzell - Buchrain zu Bad Wurzach - Buchreute zu Amtzell - Buchsee zu Fronreute - Buchwies zu Argenbühl - Buckelhof zu Wangen im Allgäu - Bufflings zu Achberg - Bufler zu Leutkirch im Allgäu - Buggenhausen zu Horgenzell - Buhhof zu Wilhelmsdorf - Bühl zu Argenbühl - Bühl zu Wangen im Allgäu - Bühlhof zu Riedhausen - Bühlmüller zu Wangen im Allgäu - Bühlsee zu Kißlegg - Bulachs zu Bad Wurzach - Bummeles zu Argenbühl - Burach zu Ravensburg - Burg zu Argenbühl - Burg zu Isny im Allgäu - Burg zu Kißlegg - Burg zu Berg - Burgelitz zu Wangen im Allgäu - Burgmühle (Gengenmühle) zu Ravensburg - Burgstall zu Argenbühl - Burkhardts zu Argenbühl - Burkhardtshaus zu Amtzell - Burkwang zu Isny im Allgäu - Burris zu Leutkirch im Allgäu - Bürsten zu Wangen im Allgäu - Buschhorn zu Aulendorf - Butscher zu Isny im Allgäu - Butscher zu Aichstetten - Buttenmühle zu Ravensburg - Butzenberg zu Baienfurt - Butzenmühle zu Bad Wurzach - Butzers zu Amtzell - Butzmann zu Wangen im Allgäu - Christazhofen zu Argenbühl - Christle zu Argenbühl | - Dabetsweiler zu Wangen im Allgäu - Dachwinkel (Hoher Hof) zu Grünkraut - Dachwinkel (Hoher Hof) zu Grünkraut - Damoos zu Vogt - Dämpferhof zu Argenbühl - Dangrindeln zu Grünkraut - Danketsweiler zu Horgenzell - Danner zu Amtzell - Davids zu Argenbühl - Degel zu Amtzell - Degetsweiler zu Wangen im Allgäu - Deibers zu Vogt - Deisenfang zu Ravensburg - Dengeltshofen zu Isny im Allgäu - Deschenacker zu Isny im Allgäu - Dettishofen zu Kißlegg - Detzenweiler zu Horgenzell - Deuchelried zu Wangen im Allgäu - Dienghof zu Leutkirch im Allgäu - Diepoldshofen zu Leutkirch im Allgäu - Dietenbach zu Schlier - Dietenberg zu Waldburg - Dietenhofen zu Berg - Dietenweiler zu Amtzell - Dietmanns zu Bad Wurzach - Dietmanns zu Leutkirch im Allgäu - Dietrichhof zu Leutkirch im Allgäu - Dietrichs zu Amtzell - Dietrichsholz zu Bad Wurzach - Dingler zu Vogt - Dinnenried zu Bad Waldsee - Dittis zu Wangen im Allgäu - Dobelhäusle zu Aulendorf - Dobelmühle zu Bergatreute - Doberatsweiler zu Achberg - Dorenwaid zu Isny im Allgäu - Dornahof zu Altshausen - Dornhof zu Leutkirch im Allgäu - Dorreite zu Wangen im Allgäu - Drucker zu Argenbühl - Duellihof zu Wilhelmsdorf - Duller zu Bodnegg - Duller zu Amtzell - Durlesbach zu Bad Waldsee - Dürnast zu Ravensburg - Dürre zu Bodnegg - Dürren zu Kißlegg - Dürrenbach zu Isny im Allgäu - Durrenberg zu Wangen im Allgäu - Dürrnast zu Bodnegg - Dürrsuppen zu Horgenzell - Duznau zu Achberg - Ebenweiler - Eberharz zu Kißlegg - Ebersbach zu Ebersbach-Musbach - Ebisweiler zu Aulendorf - Eck zu Argenbühl - Eckhalden zu Bad Wurzach - Eckhäusle zu Bergatreute - Edenhaus zu Argenbühl - Edenhaus zu Wangen im Allgäu - Edensbach zu Waldburg - Edenwieden zu Bodnegg - Egg zu Guggenhausen - Egg zu Fronreute - Egg zu Waldburg - Eggartskirch zu Ravensburg - Eggen zu Argenbühl - Eggen zu Kißlegg - Eggen zu Baindt - Eggen zu Vogt - Eggenberg zu Bodnegg - Eggenreute zu Wangen im Allgäu - Eggental zu Isny im Allgäu - Eggers zu Weingarten - Eggerts zu Wangen im Allgäu - Eggmannsried zu Bad Wurzach - Eggwies zu Horgenzell - Eglofs zu Argenbühl - Ehrensberg zu Bad Waldsee - Ehrlach zu Wangen im Allgäu - Ehrlen zu Waldburg - Eib zu Bad Waldsee - Eichbühl zu Aulendorf - Eichenmühle zu Fleischwangen - Eichenstegen zu Bad Waldsee - Eichstegen - Einhalden zu Horgenzell - Einöde zu Fronreute - Einödhof zu Argenbühl - Einsiedler zu Leutkirch im Allgäu - Eintürnen zu Bad Wurzach - Eintürnenberg zu Bad Wurzach - Eisbäuerleshof zu Leutkirch im Allgäu - Eisenbach zu Isny im Allgäu - Eisenfurt zu Aulendorf - Eisenharz zu Argenbühl - Elchenreute zu Bad Waldsee - Elektrizitätswerk zu Kißlegg - Elitz zu Wangen im Allgäu - Ellerazhofen zu Leutkirch im Allgäu - Ellmeney zu Leutkirch im Allgäu, Teilort Friesenhofen - Ellmeney zu Leutkirch im Allgäu, Teilort Hofs - Emerlanden zu Leutkirch im Allgäu - Emerlander Mühle zu Leutkirch im Allgäu - Emmelhofen zu Bodnegg - Emmelhofen zu Kißlegg - Emmelweiler zu Grünkraut - Endberg zu Isny im Allgäu - Endersen zu Wangen im Allgäu - Endesbach zu Wangen im Allgäu - Engelboldshofen zu Leutkirch im Allgäu - Engelitz zu Wangen im Allgäu - Engelsberg zu Bad Wurzach, Teilort Hauerz - Engelsberg zu Bad Wurzach, Teilort Hauerz - Engen zu Isny im Allgäu - Engenreute zu Bergatreute - Engerazhofen zu Leutkirch im Allgäu - Engetsweiler zu Wangen im Allgäu - Engetweiler zu Bergatreute - Englerts zu Bad Waldsee - Englisreute zu Grünkraut - Englisweiler zu Wangen im Allgäu - Englitz zu Achberg - Enkenhofen zu Argenbühl - Enkenhofers zu Argenbühl - Entenmoos zu Bad Wurzach - Enzisreute zu Bad Waldsee - Enzlesmühle zu Leutkirch im Allgäu - Epplings zu Wangen im Allgäu - Eratsrein zu Schlier - Erbenweiler zu Ravensburg - Erbisreute zu Schlier - Ergathof zu Ravensburg - Ergeten zu Bodnegg - Ergetsweiler zu Fronreute - Erhardts zu Bad Wurzach - Erlen zu Bad Waldsee - Erlen zu Fronreute - Erlenstockhof zu Leutkirch im Allgäu - Ershaus zu Waldburg - Esbach zu Aulendorf - Esbach zu Horgenzell - Eschach zu Aichstetten - Eschau zu Ravensburg - Esenhausen zu Wilhelmsdorf - Espenhof zu Ebersbach-Musbach - Esseratsweiler zu Achberg - Ettenlehen zu Amtzell - Ettensweiler zu Wangen im Allgäu - Ettishofen zu Berg - Ettmannsschmid zu Ravensburg - Eyb zu Argenbühl - Eyb zu Fronreute - Fabrikhof zu Bad Wurzach - Fahles am Weiher zu Argenbühl - Fahnhalden zu Bodnegg - Failers zu Bad Wurzach - Falkenhäuser zu Bad Wurzach - Faßmacher zu Aulendorf - Fechtberg zu Schlier - Felben zu Bodnegg - Felbers zu Wangen im Allgäu - Feld zu Waldburg - Feld zu Kißlegg - Feld zu Wangen im Allgäu - Feld zu Amtzell - Feldershof zu Leutkirch im Allgäu - Feldmoos zu Fronreute - Felz zu Ravensburg - Fenken zu Schlier - Fenkenmühle zu Horgenzell - Ferdishof zu Wangen im Allgäu - Ferthofen zu Aitrach - Fidazhofen zu Ravensburg - Fidelershof zu Wangen im Allgäu - Fidenacker zu Amtzell - Fildenmoos zu Ravensburg - Fildern zu Amtzell - Finken zu Kißlegg - Firmetsweiler zu Horgenzell - Fischers zu Bad Wurzach - Fischreute zu Kißlegg - Fleischwangen - Föhlschmitten zu Wangen im Allgäu - Forst zu Bergatreute - Forst zu Vogt - Forstenhausen zu Waldburg - Forsthaus zu Hoßkirch - Frankenberg zu Waldburg - Frauenlob zu Bad Wurzach - Frauenreute zu Achberg - Freibolz zu Kißlegg - Freihalden zu Leutkirch im Allgäu - Fricker zu Bodnegg - Frickers beim Holz zu Kißlegg - Friedach zu Grünkraut - Friedberg zu Ravensburg - Friedhag zu Wangen im Allgäu - Friedlings zu Bad Wurzach - Friesenhäusle zu Baindt - Friesenhofen zu Leutkirch im Allgäu - Friesenhofer Sägmühle zu Leutkirch im Allgäu - Frimmenweiler zu Wilhelmsdorf - Frohnhof zu Wolfegg - Fronhof zu Horgenzell - Fronhofen zu Fronreute - Fronmühle zu Kißlegg - Fronreutehof zu Fronreute - Fuchsbauer zu Isny im Allgäu - Fuchsberg zu Leutkirch im Allgäu - Fuchsbühl zu Wangen im Allgäu - Fuchsen zu Argenbühl - Fuchsen zu Leutkirch im Allgäu - Fuchsenloch zu Schlier - Fuchshof zu Argenbühl - Fuchshof zu Kißlegg - Fuchsloch zu Argenbühl - Füglesmühle zu Waldburg - Fundschmid zu Aulendorf - Fünfers zu Wangen im Allgäu - Funkenhausen zu Ravensburg - Furt zu Bergatreute - Furt zu Leutkirch im Allgäu - Furt zu Ravensburg - Furt zu Horgenzell - Furtbach zu Schlier - Furtenwies zu Isny im Allgäu - Furthäusle zu Fronreute - Furtmühle zu Bergatreute - Furtmühle zu Kißlegg - Furtmühleberg zu Kißlegg - Füßinger zu Vogt - Füßinger zu Wangen im Allgäu - Füßinger bei Füglesmühle zu Waldburg - Gaile zu Leutkirch im Allgäu - Gaisau zu Argenbühl - Gaisau zu Isny im Allgäu - Gaisbeuren zu Bad Waldsee - Gaischachen zu Argenbühl - Gaishaus zu Wolfegg - Galgenhöfle zu Bad Wurzach - Gallenhöfle zu Leutkirch im Allgäu - Gambach zu Bergatreute - Gänszürnen zu Wolfegg - Ganter zu Ravensburg - Ganters zu Bad Waldsee - Gastlis zu Bad Wurzach - Gattenhof zu Horgenzell - Gattenmühle zu Horgenzell - Gaukler zu Vogt - Geblisberg zu Aulendorf - Geboldingen zu Bad Wurzach - Gebrazhofen zu Leutkirch im Allgäu - Gegenbauerhof zu Leutkirch im Allgäu - Geigelbach zu Ebersbach-Musbach, Teilort Ebersbach - Geigelbach zu Ebersbach-Musbach, Teilort Geigelbach - Geigen zu Horgenzell - Geiger zu Aulendorf - Geigers zu Leutkirch im Allgäu - Geigers zu Wangen im Allgäu - Geiselharz zu Amtzell - Gemeindehäusle zu Kißlegg - Gensen zu Bad Wurzach - Georgshof zu Ravensburg - Geratsberg zu Ravensburg - Geratsreute zu Fronreute - Gerazreute zu Argenbühl - Gerbe zu Ebersbach-Musbach - Gerber zu Leutkirch im Allgäu - Gessenried zu Schlier - Geyers zu Bad Wurzach - Gierensberg zu Wangen im Allgäu - Giesen zu Wangen im Allgäu - Giesenweiler zu Bergatreute - Gießen zu Argenbühl - Giras zu Bergatreute - Girayen zu Bad Wurzach - Glasers zu Bad Wurzach - Glochen zu Boms - Glockenreute zu Leutkirch im Allgäu - Göglerhof zu Aichstetten - Goldbach zu Argenbühl - Goldegger zu Amtzell - Goldehub zu Berg - Goldöschhof zu Aichstetten - Gommetsweiler zu Grünkraut - Goppertshäusern zu Amtzell - Goppertshofen zu Kißlegg - Gores zu Bad Wurzach - Gornhofen zu Ravensburg - Görtbild zu Horgenzell - Gospoldshofen zu Bad Wurzach - Gospoldshofer Berg zu Bad Wurzach - Gossetsweiler zu Horgenzell - Göttlishofen zu Argenbühl - Gottrazhofen zu Argenbühl - Götzenberg zu Wangen im Allgäu - Graben zu Bad Waldsee - Graben zu Bodnegg - Grafenbrandhöfe zu Leutkirch im Allgäu - Graggenbach zu Bodnegg - Grauenstein zu Horgenzell - Greckenhof zu Ravensburg - Greggs Einöde zu Bad Wurzach - Greis zu Leutkirch im Allgäu - Grenis zu Amtzell - Grenzhof zu Leutkirch im Allgäu - Greut zu Argenbühl - Greut zu Bad Waldsee - Greut zu Bad Wurzach - Greut zu Bad Wurzach, Teilort Eintürnen - Greut zu Bad Wurzach, Teilort Unterschwarzach - Greut zu Bad Wurzach, Teilort Ziegelbach - Greut zu Waldburg - Greut zu Isny im Allgäu - Greut zu Baindt - Greut zu Amtzell - Grieble zu Schlier - Grieses zu Bad Wurzach - Grimmelshofen zu Leutkirch im Allgäu - Gringen zu Ravensburg - Groben zu Horgenzell - Gronholz zu Kißlegg - Groppach zu Ebenweiler - Groppach zu Grünkraut - Großbaumgarten zu Berg - Großenbauer zu Leutkirch im Allgäu - Großholzleute zu Isny im Allgäu - Grub zu Bodnegg - Grub zu Wangen im Allgäu, Teilort Deuchelried - Grub zu Wangen im Allgäu, Teilort Karsee - Grub zu Wangen im Allgäu, Teilort Neuravensburg - Gruben zu Grünkraut - Gruber zu Aulendorf - Grünbühl zu Kißlegg - Grund zu Isny im Allgäu - Grund zu Leutkirch im Allgäu - Grund zu Vogt - Gründels zu Argenbühl - Gründels zu Isny im Allgäu - Grünenbach zu Leutkirch im Allgäu - Grünenberg zu Leutkirch im Allgäu - Grünenberg zu Baindt - Grünenberg zu Wolfegg - Grünenberg zu Wangen im Allgäu - Grünkraut - Grünlingen zu Fronreute - Grütt zu Argenbühl - Gschwend zu Argenbühl - Gschwend zu Leutkirch im Allgäu - Gugelis zu Wangen im Allgäu - Gugelloch zu Wangen im Allgäu - Guggenhausen - Gullen zu Grünkraut - Gumpeltshofen zu Isny im Allgäu - Gunatsreute zu Fronreute - Gunderatsweiler zu Achberg - Gurben zu Bad Wurzach - Gutenfurt zu Ravensburg - Gutermann zu Wangen im Allgäu - Gutmannshof zu Bodnegg - Gwigg zu Bergatreute |

| ↑ Zurück zum Inhaltsverzeichnis |